# Lutun (köpinghuvudort i Kina, Liaoning Sheng, lat 40,26, long 122,19)
Lutun är en köpinghuvudort i Kina. Den ligger i provinsen Liaoning, i den nordöstra delen av landet, omkring 200 kilometer sydväst om provinshuvudstaden Shenyang. Antalet invånare är 58 062. Befolkningen består av 28 490 kvinnor och 29 572 män. Barn under 15 år utgör 13,0 %, vuxna 15-64 år 78 %, och äldre över 65 år 8,0 %.
Runt Lutun är det tätbefolkat, med 297 invånare per kvadratkilometer. Närmaste större samhälle är Haixing, 5,2 km väster om Lutun. Trakten runt Lutun består till största delen av jordbruksmark.
Genomsnittlig årsnederbörd är 910 millimeter. Den regnigaste månaden är juli, med i genomsnitt 262 mm nederbörd, och den torraste är januari, med 7 mm nederbörd.